# 雪莉·布思
雪莉·布思（英語：Shirley Booth，1898年8月30日—1992年10月16日），美國女演員，曾獲得奧斯卡最佳女主角獎。布思是仅有的24位实现表演奖大满贯的演员之一。

## 演出
- 《蘭閨春怨》（Come Back, Little Sheba）